# Anna Sandströms högre lärarinneseminarium

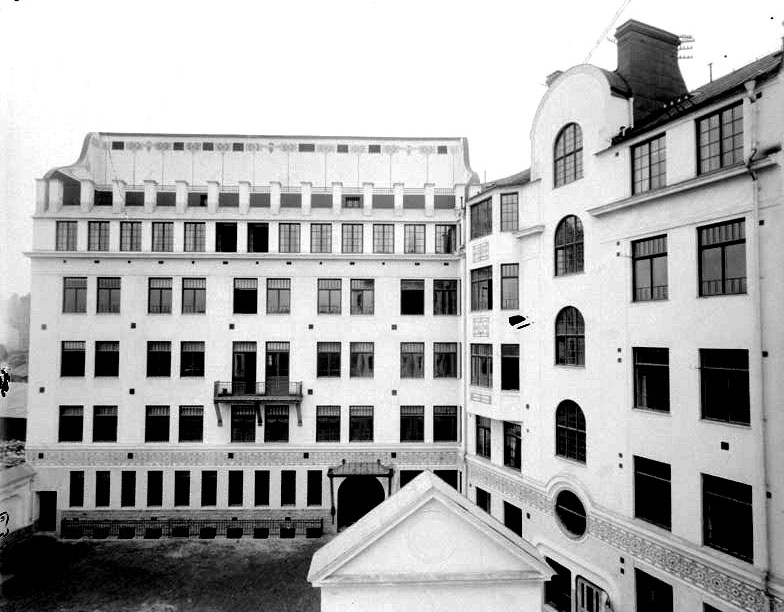
Schulgebäude, historische Aufnahme.

Das Anna Sandströms högre lärarinneseminarium war ein Seminar in Stockholm.

## Geschichte
Das Seminar wurde 1900 von Anna Sandström als Erweiterung der Anna Sandströms skola gegründet. Es sollte ihre unter anderem in Realism i undervisning eller Språkkunskap och bildning (Realismus in der Bildung oder Sprachkenntnisse und Bildung) veröffentlichten Prinzipien der Reformpädagogik auf die Ausbildung von Lehrerinnen anwenden. Das Seminar bot ursprünglich eine zweijährige Ausbildung für Lehrkräfte an Mädchen- und koedukativen Schulen, wurde aber 1907/08 zu einem dreijährigen Programm ausgebaut. Insbesondere wurden Fachlehrerinnen für Geisteswissenschaften und Geographie-Biologie ausgebildet. Der Unterricht war auf Vorlesungen, Prüfungen und Selbststudium sowie weitgehende Wahlfreiheit ausgelegt. Ein Hauptanliegen bestand darin, die verschiedenen Fächer so weit wie möglich zu einer Einheit zusammenzufassen, so dass beispielsweise Kirchen-, Literatur- und Kunstgeschichte in engsten Zusammenhang mit der politischen Geschichte sowie Geographie mit Geologie und Biologie gestellt wurden. Die Zahl der Studierenden betrug im Frühjahrssemester 1916 83.
1925 wurden alle privaten Lehrerausbildungsprogramme eingestellt. Sandströms Seminar wurde daraufhin 1929 geschlossen, die Tätigkeit in Form von Weiterbildungskursen noch bis 1932 fortgesetzt.

## Studentinnen
- Elsa Brändström (1888–1948, schwedische Philanthropin)[3]
- Karin Ek (1885–1926, schwedische Schriftstellerin)[4]
- Ebba Hult De Geer (1882–1969,  schwedische Geologin)[5]
- Agnes von Krusenstjerna (1894–1940, schwedische Schriftstellerin)[6]
- Harriet Löwenhjelm (1887–1918, schwedische Malerin und Dichterin)[7]
- Carin Pihl (1886–1969, schwedische Volkskundlerin)[8]